# Gerd Müller
Gerhard (Gerd) Müller (Nördlingen, 3 november 1945 – Wolfratshausen, 15 augustus 2021) was een Duits profvoetballer. Hij speelde vrijwel zijn hele carrière voor FC Bayern München als veelvuldig scorende centrumspits en werd er op latere leeftijd assistent-trainer gedurende 22 jaren.  Müller speelde 62 wedstrijden voor Die Mannschaft, de nationale ploeg van West-Duitsland, waarbij hij 68 doelpunten maakte. Op 75-jarige leeftijd overleed hij in augustus 2021 aan de gevolgen van de ziekte van Alzheimer.

## Karakteristiek
Müller was voor een voetballer vrij klein (1,76 m), gespierd en gedrongen. Zijn eerste trainer bij Bayern München, de Joegoslaaf Zlatko Čajkovski, zou zelfs gezegd hebben: Wat moet ik met een gewichtheffer? Müller was niet iemand die bijzonder mooie doelpunten maakte, maar stond vooral bekend als de man die, uitstekend anticiperend en beweeglijk, steeds scoringsposities wist te vinden: de 'ongekroonde koning van de frommelgoal' wat inspiratie gaf tot het Duitse werkwoord müllern, 'de bal in het doel frommelen'.

## Carrière
In het jeugdelftal van TSV 1861 Nördlingen maakte Müller in het seizoen 1962–1963 180 van de 204 doelpunten en promoveerde naar het eerste elftal. Daar scoorde hij 46 keer in 31 wedstrijden en kwam hij in beeld bij FC Bayern München, dat hem in juli 1964 vastlegde. Trainer Zlatko Čajkovski zag echter niets in de gedrongen jongeman en stelde hem pas op 18 oktober dat jaar op. Die wedstrijd tegen Freiburger FC eindigde in 11:2, met twee goals van Müller. In dat seizoen werd hij 26 keer opgesteld in de competitie en maakte hij 33 doelpunten. In de jaren die volgden bleef hij aan de lopende band scoren. In de 441 wedstrijden, die hij voor FC Bayern München speelde, kwam Müller tot 401 doelpunten, wat hem de bijnaam "Der Bomber" opleverde. In het jaar 1972 scoorde hij 85 doelpunten voor FC Bayern en het West-Duits voetbalelftal. In seizoen 1971/72 scoorde hij 40 doelpunten in de Bundesliga, een record dat pas 49 jaar later (in 2020/21) werd verbeterd door de Pool Robert Lewandowski, destijds eveneens speler van FC Bayern München.

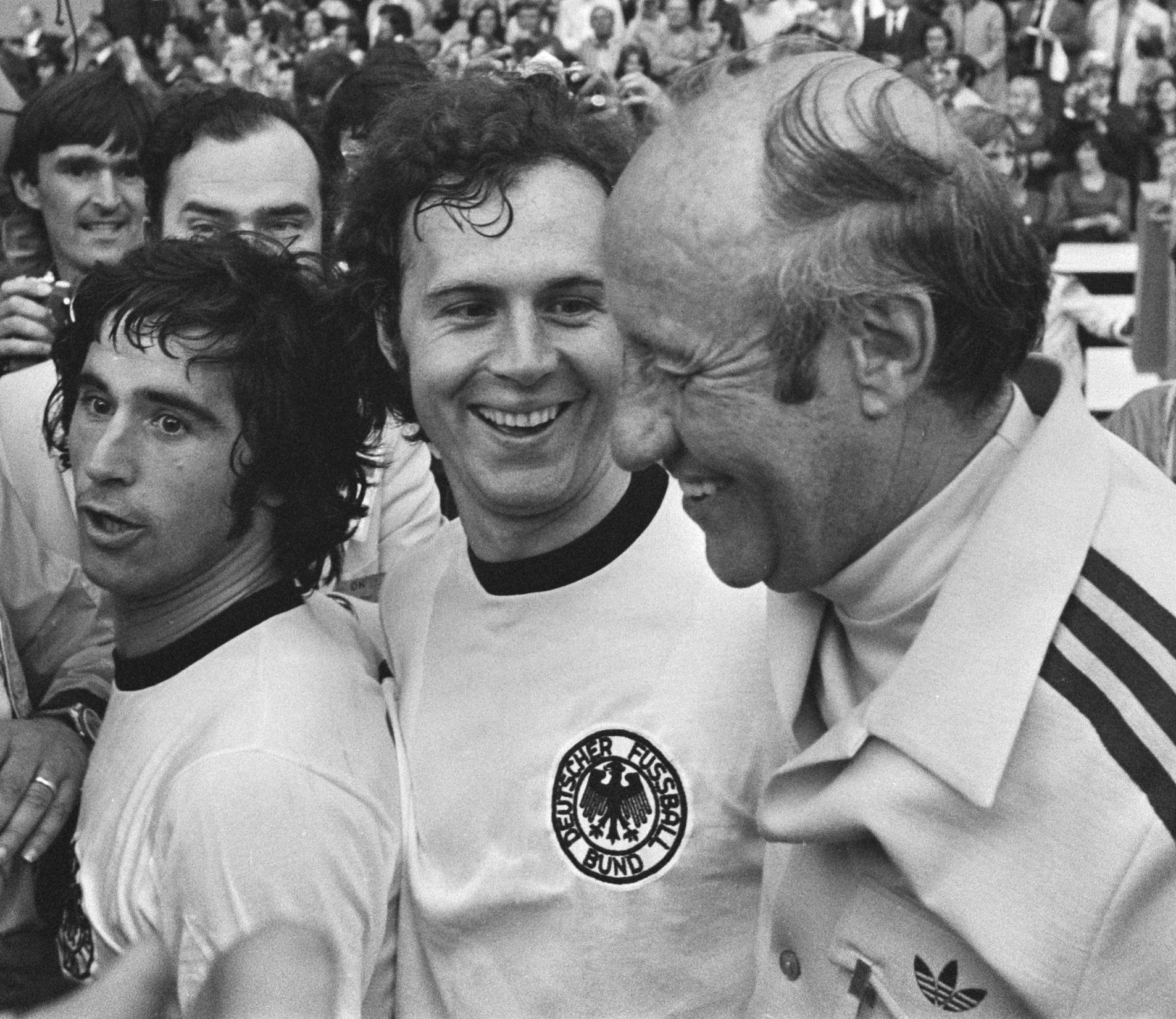
Müller, Beckenbauer en trainer Schön (v.l.n.r.) na afloop finale WK 1974 met de nationale ploeg.

In het seizoen 1978/79 kwam er een einde aan het Gerd Müller-tijdperk in München. De trefzekere spits vertrok naar de Verenigde Staten, om daar voor Fort Lauderdale Strikers uit te komen. Bij die club speelde toen ook George Best. Na het tweede jaar (1980) stopte Müller met voetballen op professioneel niveau. Hij had toen 477 doelpunten gescoord in 490 wedstrijden.
Voor de nationale ploeg, (destijds nog West-Duitsland), kwam Müller 62 keer uit. Daarin scoorde hij maar liefst 68 keer. Met 'Die Mannschaft' werd Müller Europees kampioen in 1972 en twee jaar later (1974) bracht hij West-Duitsland in eigen land de wereldtitel, door in de WK finale op zondag 7 juli 1974 tegen Nederland in het Olympiastadion te München het beslissende doelpunt (2–1) te maken.

## Na carrière
Na in 1982 gestopt te zijn met zijn carriëre als profvoetballer, exploiteerde Müller enige tijd zonder veel succes een restaurant in de Verenigde Staten. Hij dronk te veel en raakte financieel aan lager wal. Hij ging met zijn gezin terug naar Europa, waar ex-ploeggenoten hem hielpen. Toen hij zijn alcoholverslaving overwonnen had, ging hij in 1992 weer bij FC Bayern München aan de slag, ditmaal bij de amateur- en jeugdsector van die club als assistent-trainer.

## Ziekte en overlijden
In 2014 werd Müller opgenomen in een verpleeghuis. In oktober 2015 werd bekend dat hij aan de ziekte van Alzheimer leed. Hij overleed in 2021 aan de gevolgen ervan.

## Erelijst
Met FC Bayern München:
- Regionalliga Süd: 1964/65

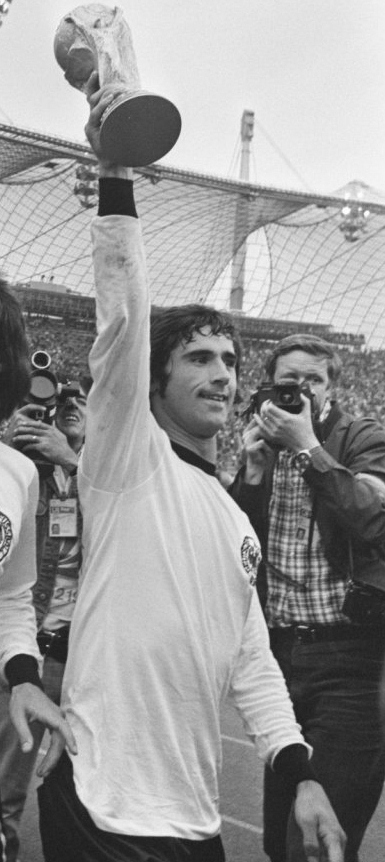
Gerd Müller viert de met West-Duitsland gewonnen wereldtitel van 1974.

- Bundesliga: 1968/69, 1971/72, 1972/73, 1973/74
- DFB-Pokal: 1965/66, 1966/67, 1968/69, 1970/71
- Europacup I: 1973/74, 1974/75, 1975/76
- Europacup II: 1966/67
- Wereldbeker voor clubteams: 1976

Met West-Duitsland:
- UEFA EK: 1972
- FIFA WK: 1974

Individuele prijzen:
- Europees voetballer van het jaar: 1970
- Duits voetballer van het jaar: 1967, 1969

Topscorerstitels:
- Topscorer Bundesliga: 1966/67, 1968/69, 1969/70, 1971/72, 1972/73, 1973/74, 1977/78
- Topscorer Europacup I: 1972/73, 1973/74, 1974/75, 1976/77
- Europees topschutter van het seizoen: 1969/70, 1971/72
- Topscorer WK voetbal: 1970
- Topscorer EK voetbal: 1972

## Trivia
- Vanaf 2022 wordt de Müller-trofee tijdens het Gala van de Gouden Bal uitgereikt aan de speler die het meeste heeft gescoord voor club en land in het voorbije seizoen.[7]